# LARES (Satellit)
Der Laser Relativity Satellite (LARES) ist ein passiver Satellit der italienischen Raumfahrtbehörde ASI zum Nachweis des Lense-Thirring-Effekts, eines gravitomagnetischen Effekts, der sich aus der Allgemeinen Relativitätstheorie ergibt.

## Funktionsweise
Der Lense-Thirring-Effekt ist ein durch Gravitomagnetismus verursachter Effekt, der bewirkt, dass eine rotierende Masse (hier die Erde) die Raumzeit um sich herum mitzieht und sie dabei „verdrillt“. Dies hat Auswirkungen auf die Satellitenbahn, die sich durch genaue Vermessung der Abweichung der tatsächlichen Position des Satelliten von der nach Methoden der klassischen Physik berechneten Position nachweisen lassen. Da dieser Effekt sehr klein ist, ist zum einen eine sehr genaue Messung notwendig, zum anderen müssen Störeinflüsse aus anderen Quellen wie der Luftreibung oder Wechselwirkungen mit dem Erdmagnetfeld gering gehalten werden, was durch die Wahl der Umlaufbahn sowie der verwendeten Materialien erreicht wird. Die Positionsbestimmung des Satelliten erfolgt von Bodenstationen mittels Laserentfernungsmessung mit einer Genauigkeit von weniger als einem Zentimeter. Durch Kombination der LARES-Messungen mit Messungen an den ähnlich aufgebauten Satelliten LAGEOS 1 und 2 sowie den von den GRACE-Satelliten erstellten Modellen des Erdschwerefelds wird erwartet, dass der Lense-Thirring-Effekt mit einer Messabweichung von 1 % gemessen werden kann.

## Aufbau
Der vollkommen passive kugelförmige Satellit besteht aus THA-18N, einer nichtmagnetischen Legierung aus 95 % Wolfram und kleinen Anteilen von Nickel und Kupfer mit einer Dichte von 18.000 kg/m³. Er erreicht bei einem Durchmesser von 36,4 cm eine Masse von 387 kg. Der Satellitenkörper ist aus massivem Metall gefertigt und hat keinen Antrieb und keine elektrischen oder mechanischen Komponenten. Die Oberfläche der Kugel ist mit 92 Laserreflektoren zur Bahnverfolgung besetzt. Alle weiteren Teile wie Schrauben und Halterungen für die Laserreflektoren bestehen aus derselben Legierung wie der Satellitenkörper.
Mit einer Dichte von etwa 15.325 kg/m³ gilt LARES als das Objekt mit der größten mittleren Dichte, das im Sonnensystem seine Bahnen zieht.
Da LARES aufgrund seiner Kugelform keinen konventionellen Nutzlastadapter aufweist, wurde die Oberstufe der Rakete mit einer speziellen Ausrüstung versehen, die den Satelliten beim Start sichert und nach Erreichen des Zielorbits freigeben kann. Diese A&H/SS (Avionic & Harness/Support System) genannte Einrichtung besteht aus einer Lagerschale für den Satelliten, vier mechanischen Halterungen, die den Satelliten fixieren und später freigeben, sowie der dazugehörigen Steuerelektronik.

## Mission
LARES wurde als Hauptnutzlast auf dem Jungfernflug der Vega-Rakete zusammen mit acht Sekundärnutzlasten vom Weltraumbahnhof Centre Spatial Guyanais in Kourou, Französisch-Guayana am 13. Februar 2012 gestartet. Die Rakete setzte LARES 55 Minuten nach dem Start in einer kreisförmigen Umlaufbahn von 1450 km Höhe mit einer Inklination von 69,5° aus.
Messungen für die Primärmission sollten bis 2016 durchgeführt werden, jedoch steht der Satellit aufgrund seiner stabilen Umlaufbahn mit einer Lebensdauer von mehr als 20.000 Jahren und seiner passiven Bauweise praktisch unbegrenzt für spätere Messungen zur Verfügung.
Auswertungen der LARES-Messdaten lieferten den bis dahin genauesten Nachweis des Lense-Thirring-Effekts. Neben dieser Hauptaufgabe kann der Satellit auch für Messungen im Bereich der Geodynamik und der Satellitengeodäsie verwendet werden.

## LARES 2
Mit der Nachfolgemission LARES 2 soll eine noch höhere Messgenauigkeit erreicht werden. Der Start dieses Satelliten erfolgte am 13. Juli 2022 mit dem Erstflug der Rakete Vega-C. Lares 2 hat eine kreisförmige Umlaufbahn mit einer Inklination von 70° und einer Bahnhöhe von ca. 6000 km und ist komplementär zum LAGEOS mit einer Inklination von 110°. Der Effekt soll  bis auf 0,2 % genau gemessen werden können.
LARES 2 arbeitet mit denselben Prinzipien wie LARES, ist aber keine Kopie. LARES 2 ist ebenfalls eine Kugel und besteht anstatt aus einer Wolframlegierung aus einer Nickellegierung und wiegt 295 kg. Mit einem Durchmesser von 42,4 cm ist die Kugel etwas größer. Die 303 Reflektoren sind kleiner, dafür zahlreicher und nach einem anderen Modell verteilt.